# Benoît Faure
Benoît Faure (11 januari 1899 - 16 juni 1980) was een Frans wielrenner.

## Levensloop en carrière
Faure was liefst 26 jaar profwielrenner, van 1925 tot 1951. In de jaren '30 won hij onder meer Parijs-Caen en de Ronde van de Corrèze. Zijn laatste wedstrijd won hij in 1950. Faure nam zevenmaal deel aan de Ronde van Frankrijk, waarin hij 1 rit won.

## Resultaten in voornaamste wedstrijden
| Jaar | Ronde van Italië | Ronde van Frankrijk | Ronde van Spanje |
| ---- | ---------------- | ------------------- | ---------------- |
| 1926 |                  | 23e                 |                  |
| 1927 |                  |                     |                  |
| 1928 |                  |                     |                  |
| 1929 |                  | 15e (1)             |                  |
| 1930 |                  | 8e                  |                  |
| 1931 |                  | 13e                 |                  |
| 1932 |                  | 12e                 |                  |
| 1933 |                  | opgave              |                  |
| 1934 |                  |                     |                  |
| 1935 |                  | 12e                 |                  |